# Compus de șase retroprisme pentagramice
În geometrie compusul de șase retroprisme pentagramice este un compus poliedric uniform realizat dintr-un aranjament simetric de 6 retroprisme pentagramice.
Are indicele de compus uniform UC29.

## Construcție
Poate fi construit prin înscrierea unei retroprisme pentagramice într-un mare icosaedru în fiecare dintre cele șase moduri posibile și apoi rotind fiecare cu 36° în jurul axei sale (care trece prin centrele a două fețe pentagramice opuse).
Are în comun aranjamentul vârfurilor cu compusul de șase antiprisme pentagonale.

## Mărimi asociate

### Coordonate carteziene
Coordonatele carteziene ale vârfurilor acestui compus sunt toate permutările ciclice ale
{\displaystyle (\,\pm (3-4\varphi ^{-1}),\,0,\,\pm (4+3\varphi ^{-1})\,)}
{\displaystyle (\,\pm (2+4\varphi ^{-1}),\,\pm \varphi ^{-1},\,\pm (1+2\varphi ^{-1})\,)}
{\displaystyle (\,\pm (2-\varphi ^{-1}),\,\pm 1,\,\pm (4-2\varphi ^{-1})\,)}
unde {\displaystyle \varphi ={\frac {1+{\sqrt {5}}}{2}}} este secțiunea de aur.

### Volum
Următoarea formulă pentru volum V este stabilită pentru lungimea laturilor tuturor poligoanelor (care sunt regulate) a:
{\displaystyle V=(5-2{\sqrt {5}})\,a^{3}\approx 0,527864~a^{3}.}